# 王乂
王乂（3世紀—？），字叔元，琅邪郡临沂县（今山东省临沂市）人，曹魏官员。

## 生平
曹魏灭亡蜀汉后，巴蜀发生了邓艾和钟会的动乱，司马昭前往长安，征召王乂出任相国司马，王乂之后升任大尚书，外任督幽州诸军事、平北将军。

## 其他
祖纳年轻时孤苦贫寒，生性非常孝顺，曾经亲自给母亲烧火做饭。王乂听说祖纳美好的名声，将两个婢女送给祖纳，任命祖纳出任中郎

## 家庭

### 父亲
- 王雄，曹魏幽州刺史[3]

### 兄弟
- 王浑，曹魏凉州刺史、贞陵亭侯[3]

### 子女
- 王衍，西晋太尉、武陵侯[3]
- 王澄，西晋荆州刺史[3]
- 王诩，西晋脩武县县令[4]